# Mekarjaya (Cidaun)
Mekarjaya is een bestuurslaag in het regentschap Cianjur van de provincie West-Java, Indonesië. Mekarjaya telt 4456 inwoners (volkstelling 2010).